# Campionato bangladese di calcio
Il campionato bengalese di calcio è articolato su sei livelli. Il massimo livello nazionale, la Premier League, vede la partecipazione di 11 squadre.

## Struttura
| Livello | Divisioni                                |
| ------- | ---------------------------------------- |
| 1       | Premier League 11 squadre                |
| 2       | Bangladesh Championship League 8 squadre |
| 3       | Football League di Dacca 14 squadre      |
| 4       | Seconda Divisione di Dacca 18 squadre    |
| 5       | Terza Divisione di Dacca 15 squadre      |
| 6       | Pioneer Football League 46 squadre       |